# Вальдмюллер, Фердинанд Георг
Фердинанд Георг Вальдмюллер (нем. Ferdinand Georg Waldmüller; 15 января 1793[…], Вена — 23 августа 1865[…], Хинтербрюль, Нижняя Австрия) — один из наиболее известных австрийских художников первой половины XIX века. Известен как своими пейзажами, так и работами в портретной и жанровой живописи. Наиболее известен как художник эпохи бидермейера, писавший идиллические сценки в Вене домартовского периода. Творческое наследие Вальдмюллера включает в себя около 1200 картин.

## Биография
С 1807 по 1813 год Вальдмюллер периодически посещал занятия в венской академии художеств и учился у Губерта Маурера и Иоганна Батиста Лампи. Вальдмюллер зарабатывал на жизнь портретами-миниатюрами, а в 1811 г. получил должность учителя рисования в доме графа Гюлая в Загребе. Здесь он познакомился со своей первой женой певицей придворной оперы Катариной Вайднер, сестрой художника-портретиста Йозефа Вайднера. Свадьба состоялась в 1814 г. Чета Вальдмюллеров много путешествовала по разным городам, где выступала Катарина: Баден под Веной, Брюнн и Прага. Вальдмюллер занимался в это время оформлением театральных декораций. В 1814 г. Катарина получила приглашение в венский Театр у Каринтских ворот. В 1818 году Вальдмюллер брал уроки живописи маслом у Йозефа Ланге, дополнительно занимался пейзажем под началом Иоганна Непомука Шёдльбергера. Портреты оставались главным жанром в творчестве художника.
В 1822 году портреты работы Вальдмюллера приняли участие в выставке в Академии св. Анны. C 1825 по 1844 гг. Вальдмюллер совершил несколько учебных поездок в Италию. В 1829 г. Вальдмюллер получил должность хранителя картинной галереи в академии и звание профессора. В 1830 г. он впервые отправился в Париж. В последующие годы художник создал несколько пейзажей Бад-Ишль, где он отдыхал летом, и венского Пратера. В 1835 г. Вальдмюллер получил звание советника Академии, в 1836 г. вместе с другим художником Йозефом фон Фюрихом Вальдмюллер составил каталог картинной галереи. Однако отношения с Академией художеств у Вальдмюллера испортились, поскольку академическому копированию старых мастеров он предпочитал писать с натуры.
Реформаторские предложения Вальдмюллера стоили ему сначала художественной мастерской в академии, а затем и должности. Расставшийсь с первой супругой в 1834 г., в 1851 г. Вальдмюллер женился на модистке Анне Байер. Оказавшись в сложной финансовой ситуации в 1854 г., Вальдмюллер был вынужден выставить свои работы в салоне мод своей жены. Вновь международный успех пришёл к Вальдмюллеру на выставке в Букингемском дворце в Лондоне в 1856 г., на выставке истории искусства в Кёльне в 1861 г., на международной художественной выставке в Лондоне в 1862 г., и в конце концов в 1864 г. гнев на милость сменил и император Франц Иосиф I.
Самыми известными учениками Фердинанда Вальдмюллера являются Ганс Канон, Антон Ромако и Антон Эберт.

## Память
В честь Фердинанда Георга Вальдмюллера в 1913 году в парке у венской ратуши был возведён памятник работы Йозефа Энгельхарта. На закрытом католическом кладбище Мацляйнсдорф, где похоронен Фердинанд Вальдмюллер, в 1923 г. был разбит парк, получивший его имя. Имя художника носит один из переулков Вены. В 1932 и к 100-летию со дня смерти Вальдмюллера в 1965 году были выпущены специальные почтовые марки Австрии.

## Галерея

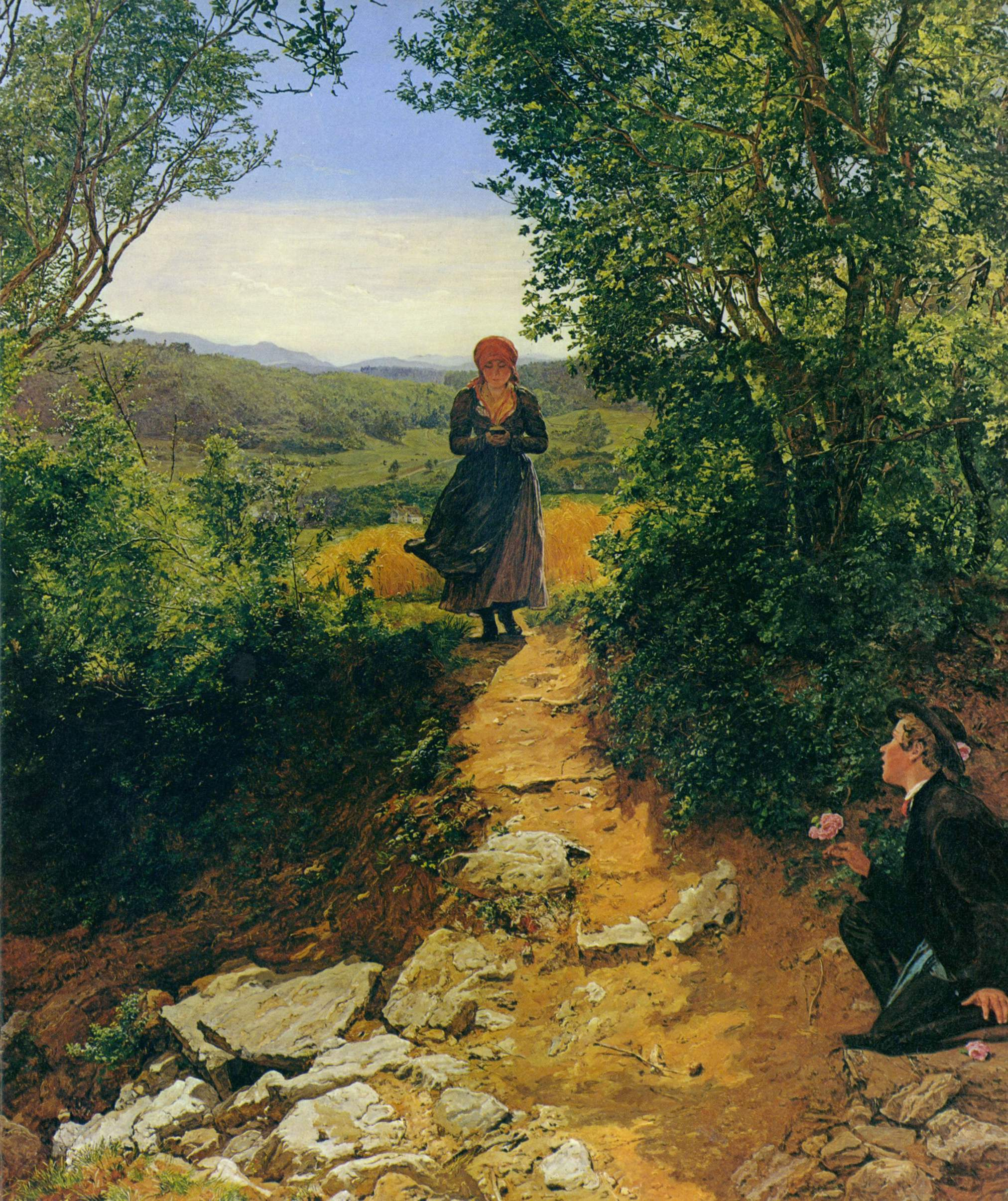
Ожидаемая. 1860. Новая пинакотека. Мюнхен.
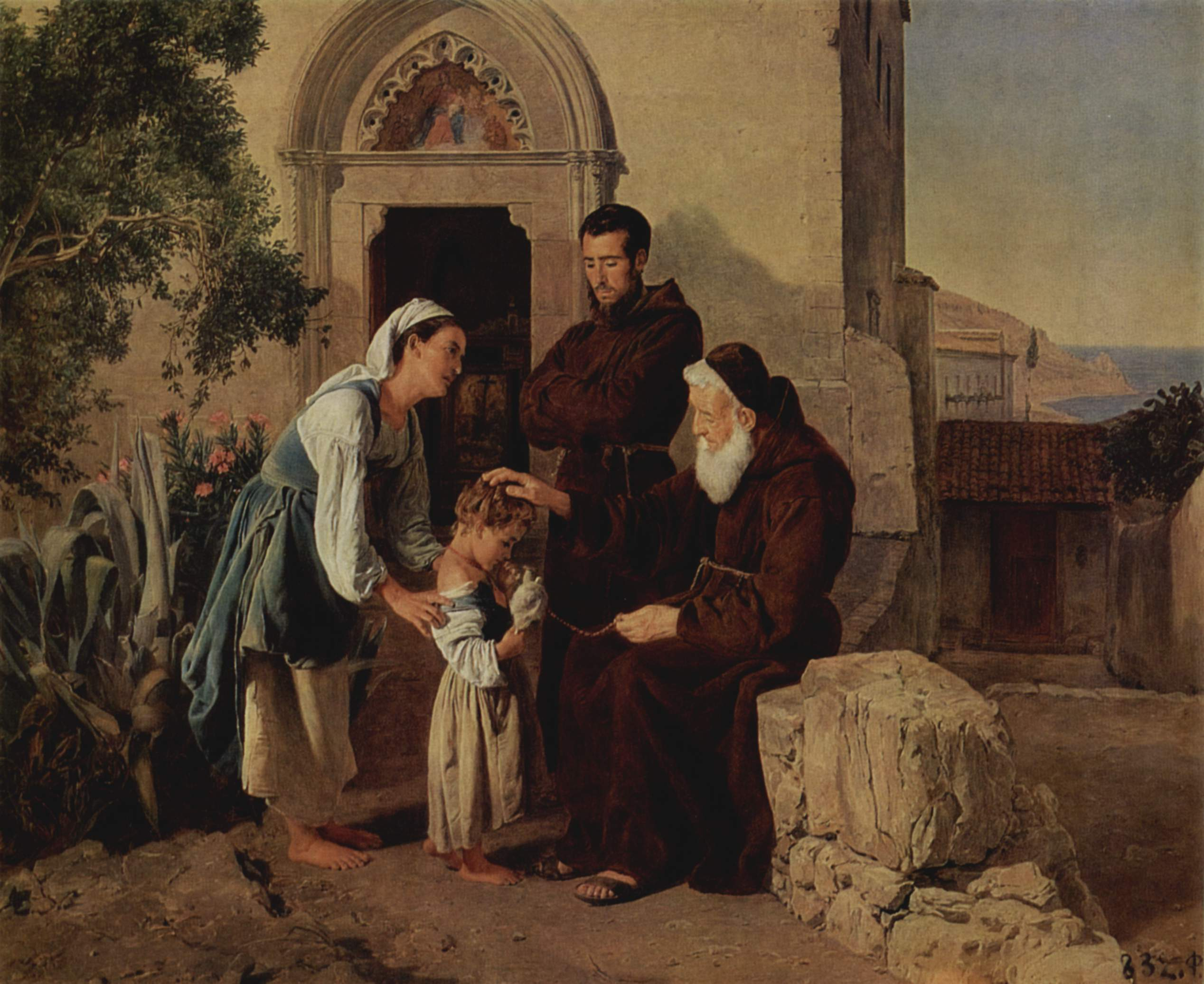
У монастырских ворот. 1846. Эрмитаж. Санкт-Петербург.
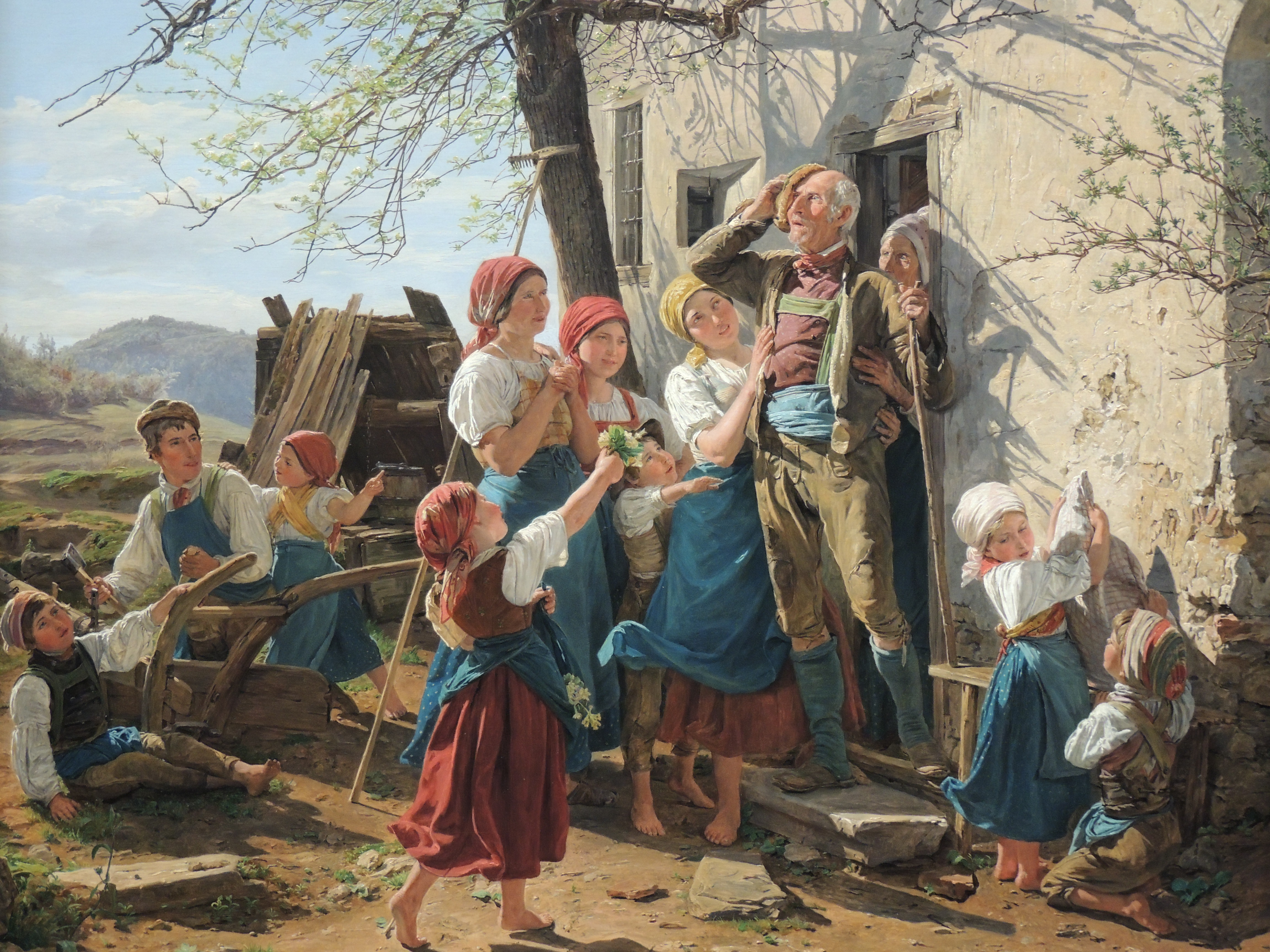
Возрождение к новой жизни.
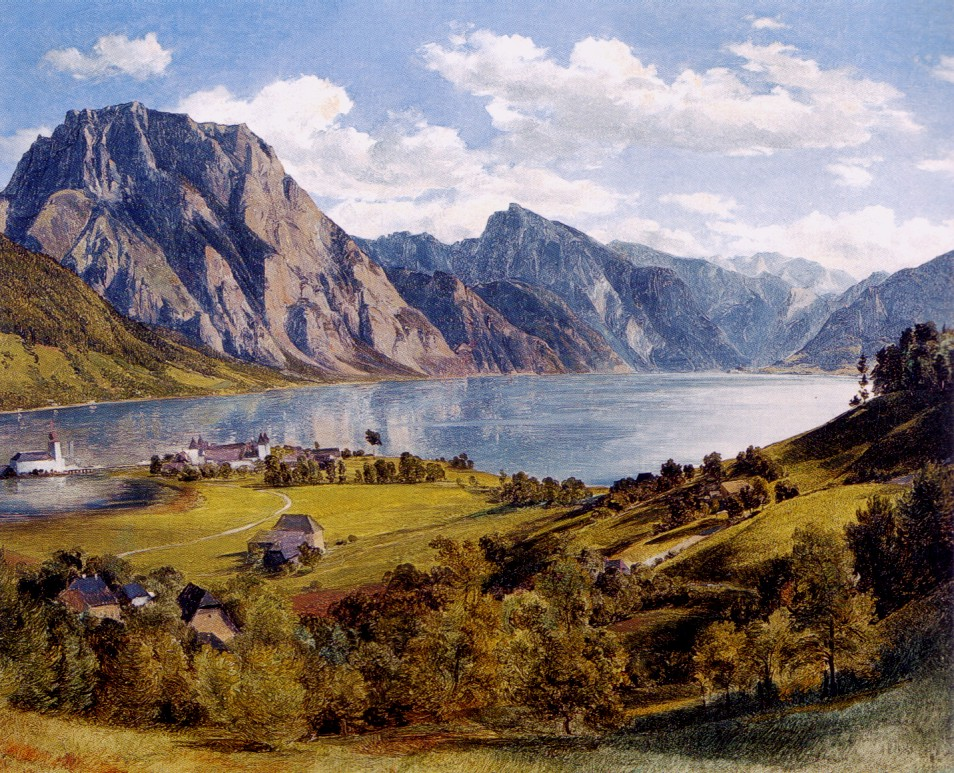
Озеро Траунзе, 1835.
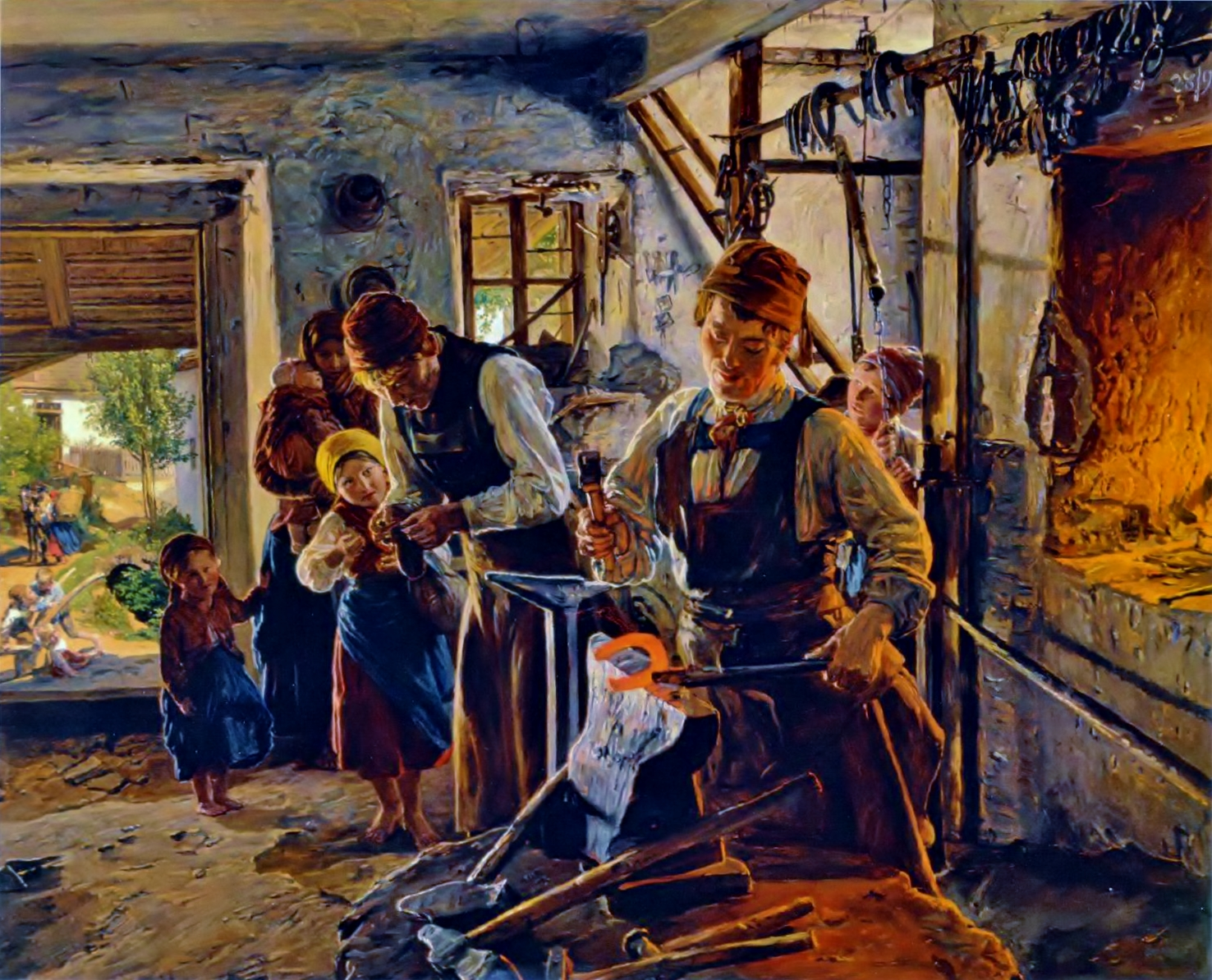
В кузнице, 1854.
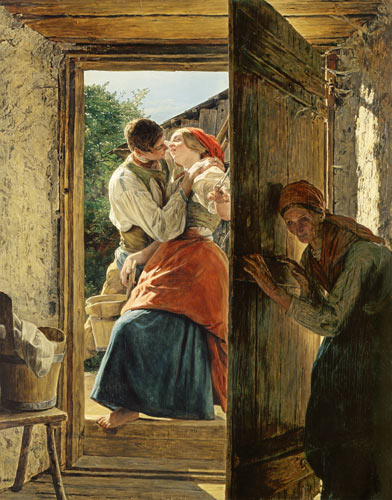
Любовный сюрприз, 1858, Музей Георга Шефера.
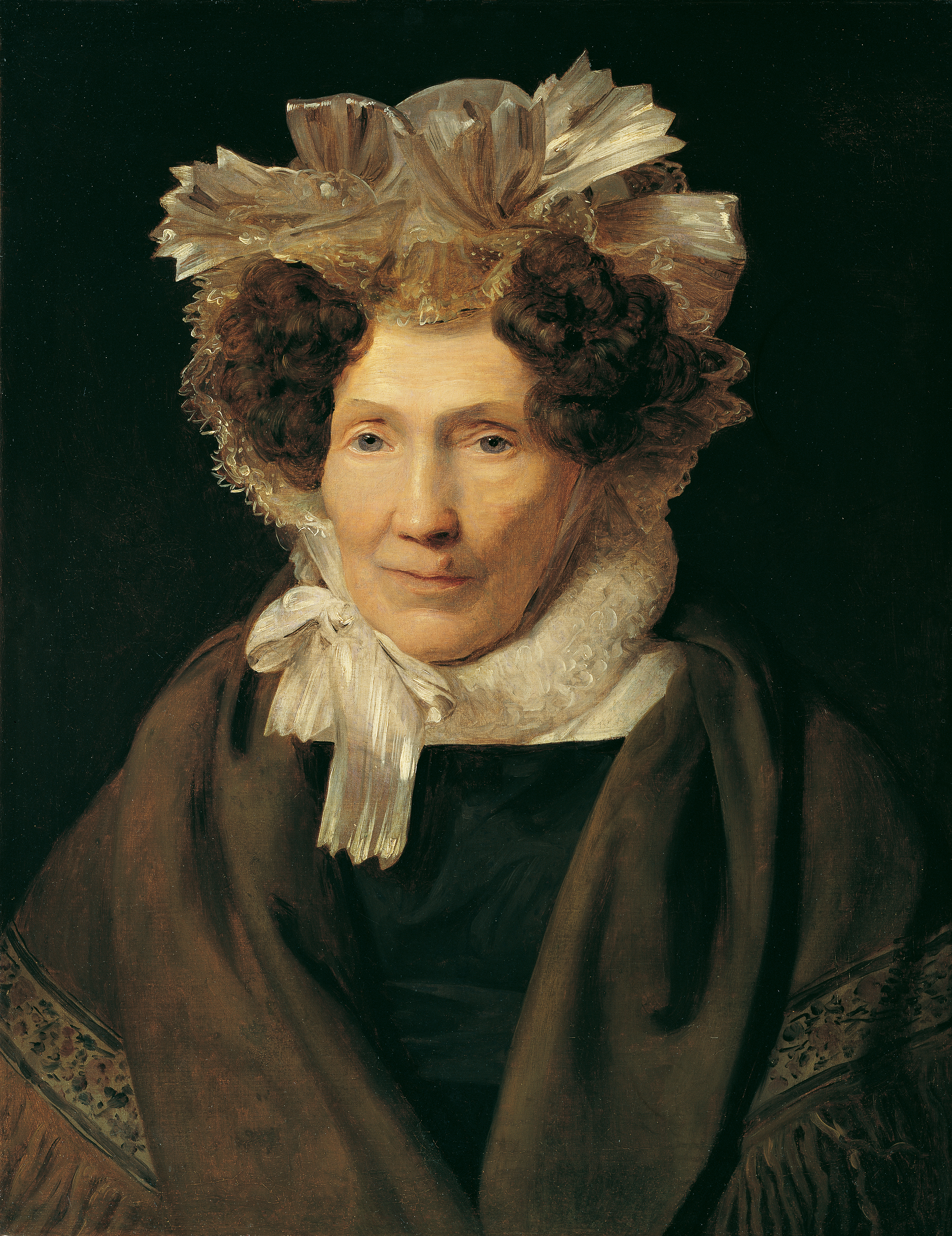
Портрет старой женщины в белом чепце. 1832. Галерея Бельведер (Вена).
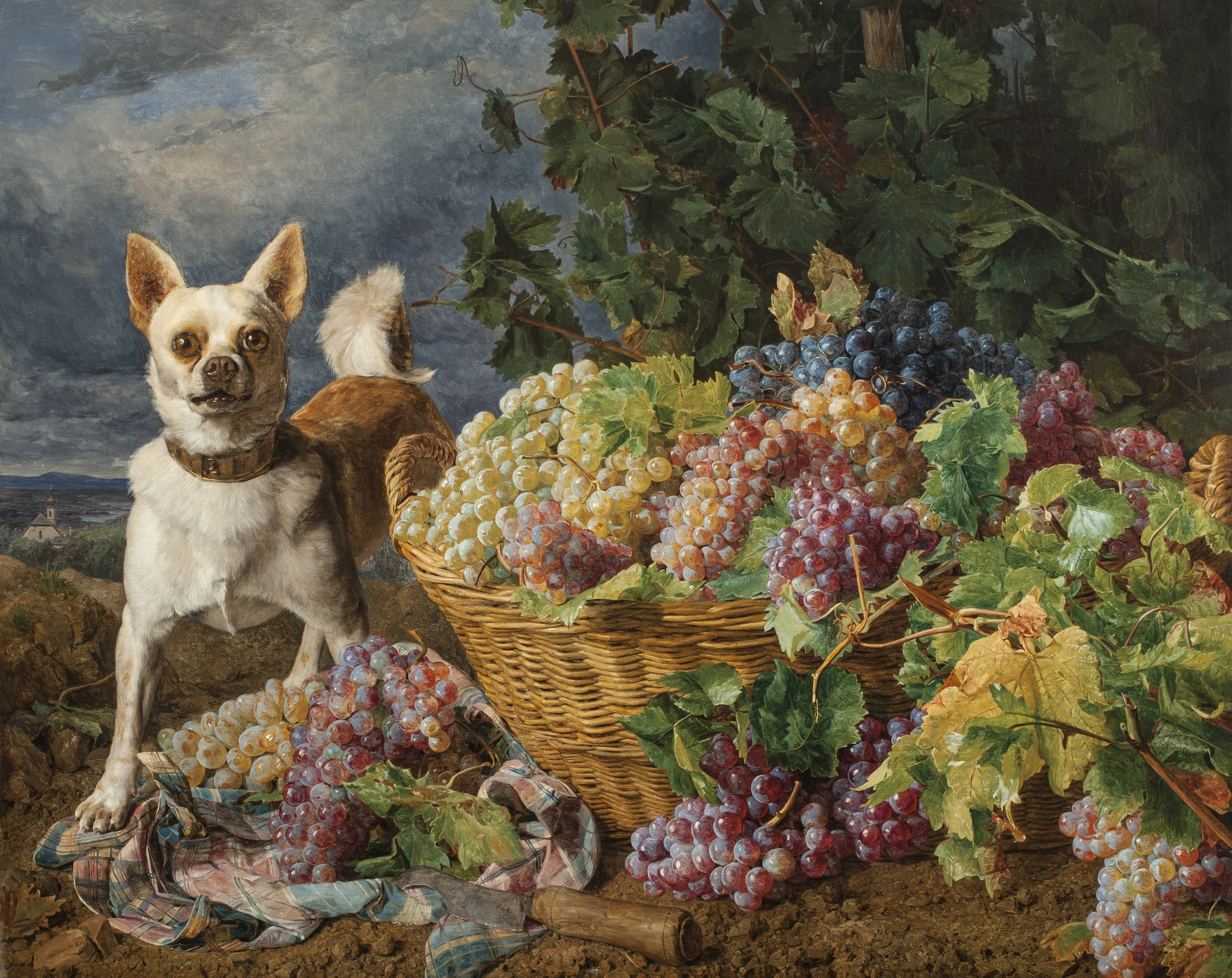
Собачка охраняет корзину с виноградом на фоне вида на Дунай. 1836, частное собрание.
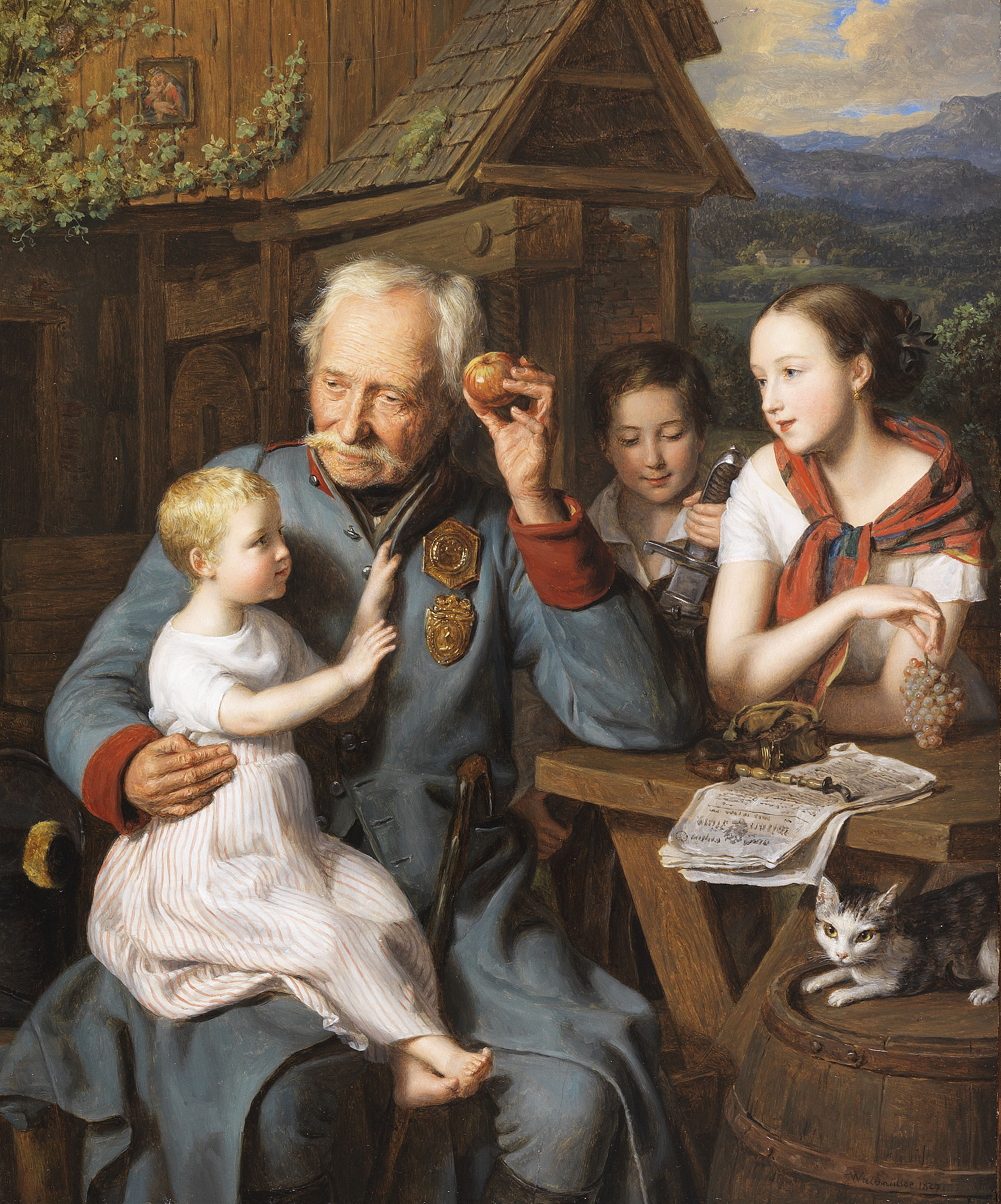
Старый ветеран и трое детей, 1827.
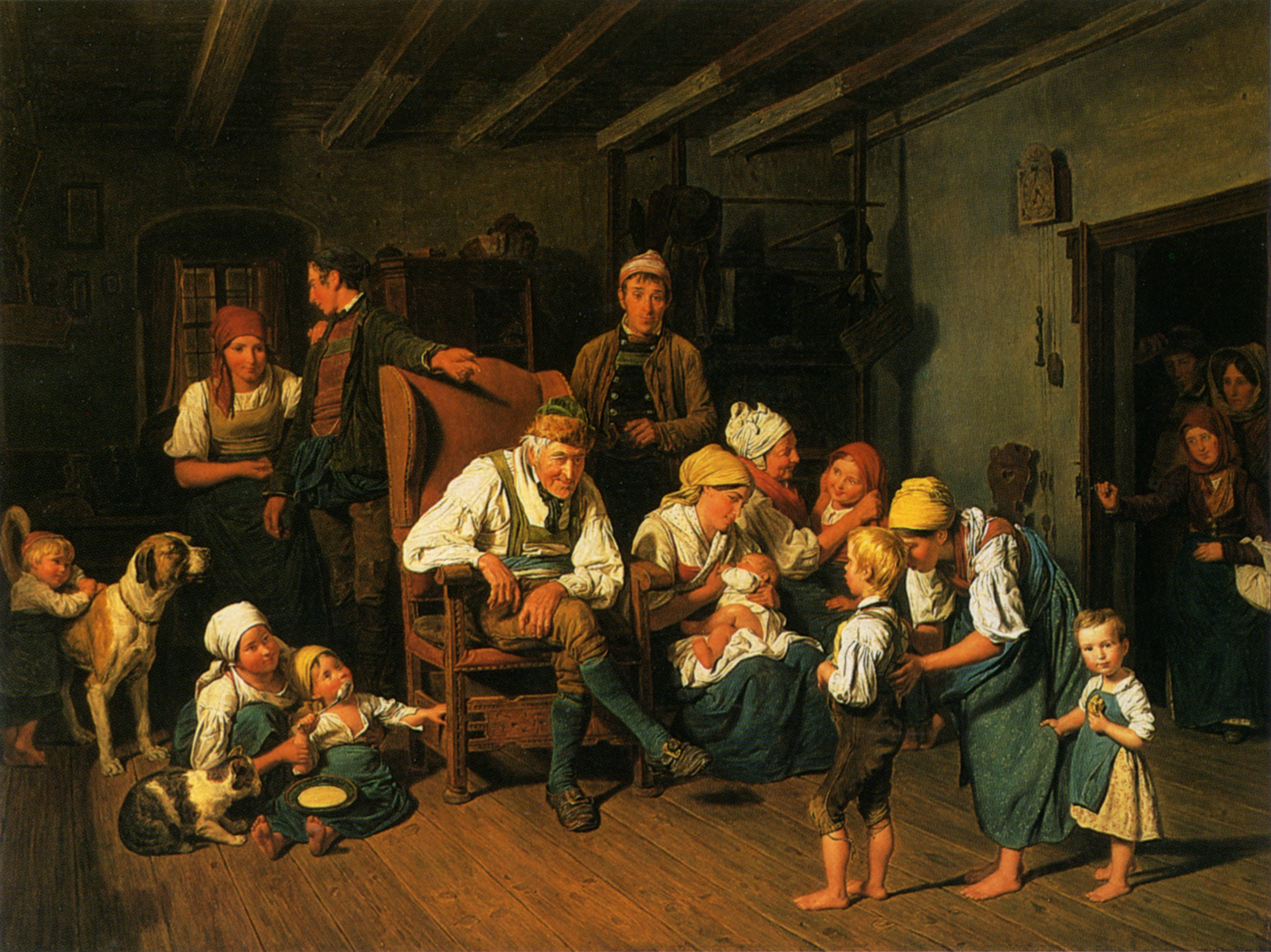
Дедушкин день рождения, 1849. Частное собрание.
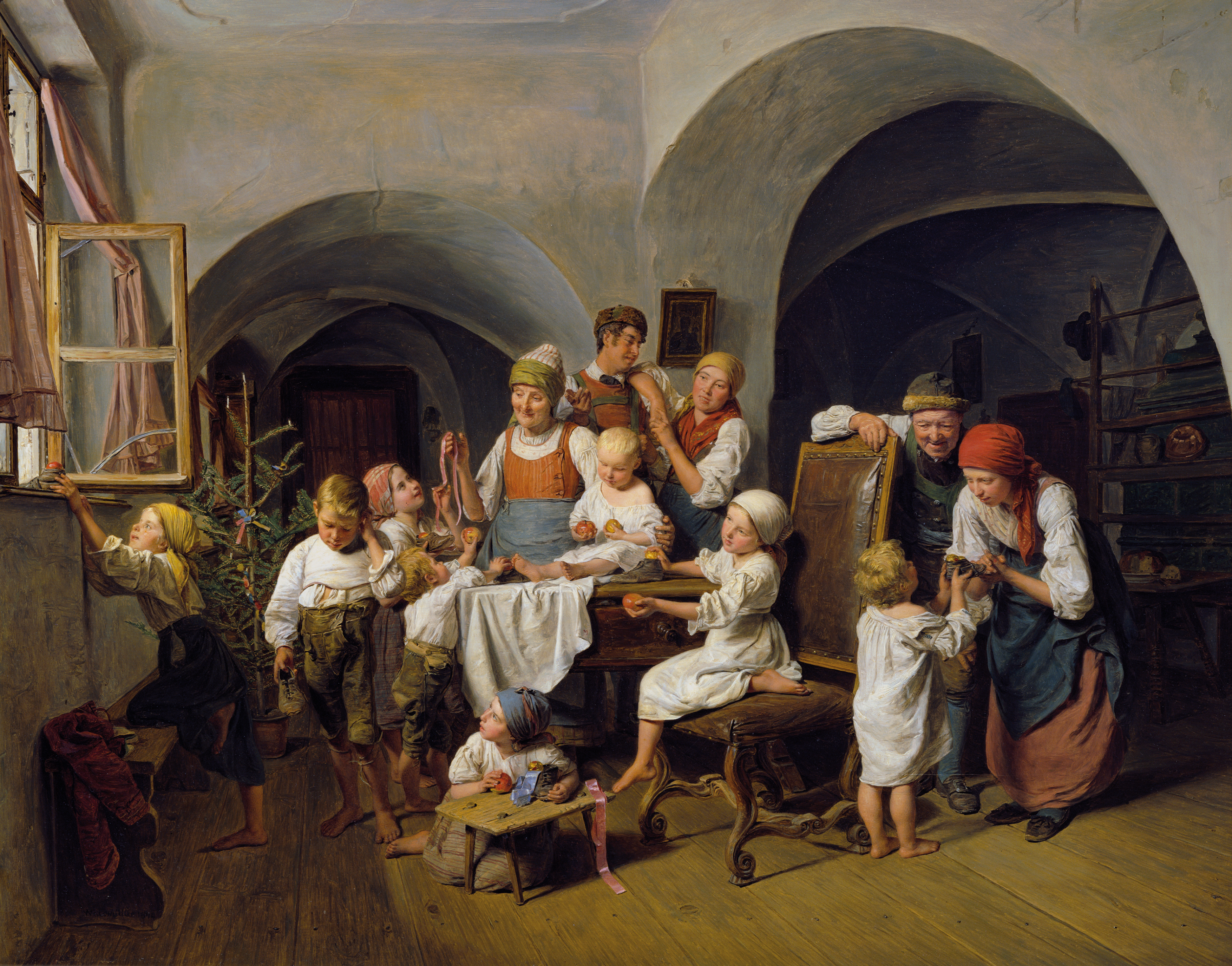
Рождественское утро. Галерея Бельведер (Вена).
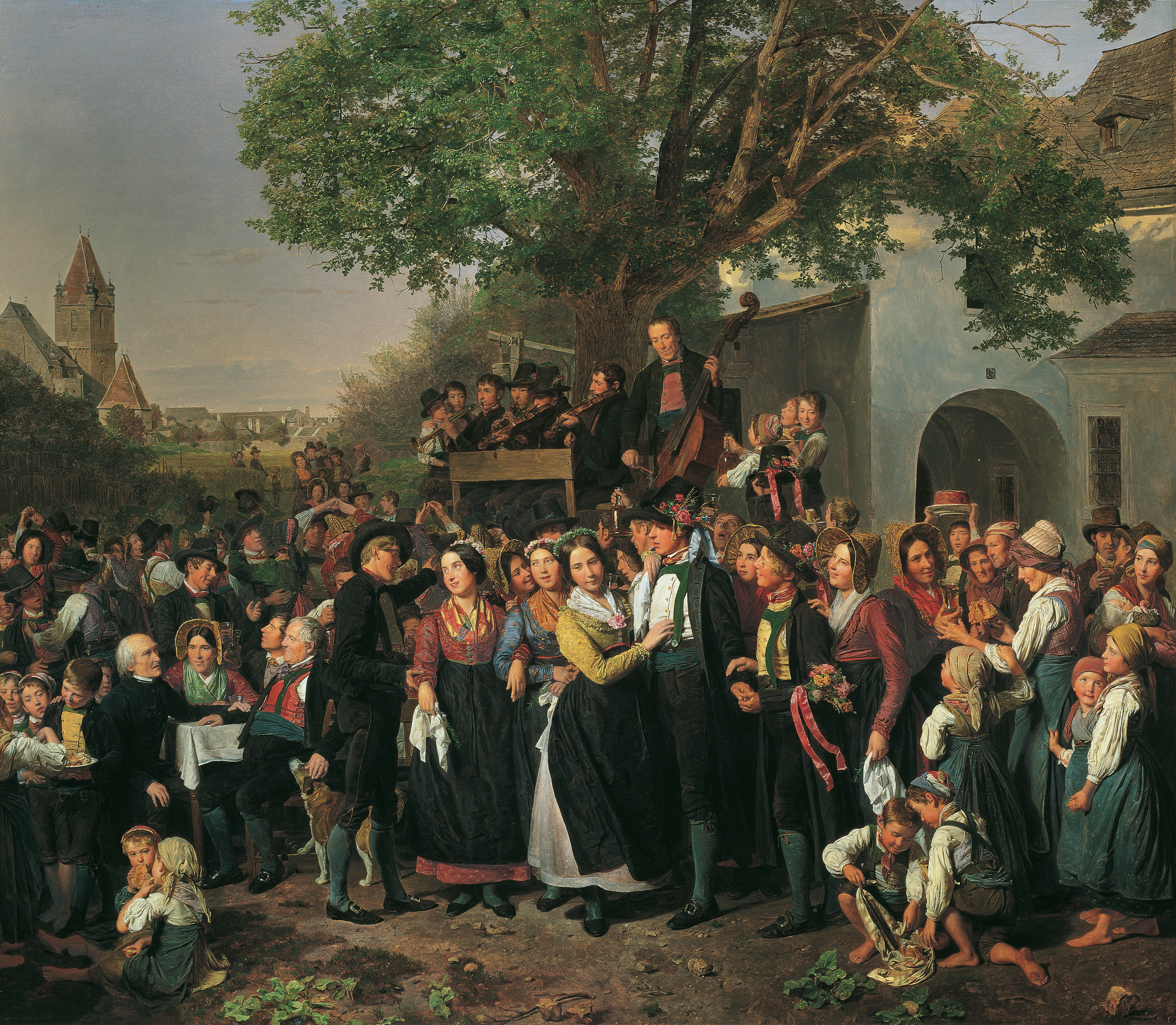
Нижнеавстрийская крестьянская свадьба, 1843. Галерея Бельведер (Вена).